# Viktor Ahlmann
Viktor Ahlmann Nielsen (født 3. januar 1995 i Hjørring, men opvokset i Brønderslev Danmark) er en dansk fodboldspiller, der spiller for Jammerbugt FC. Han er lillebror til AaB-spilleren Jakob Ahlmann.

## Karriere
Ahlmann startede med fodbolden i Brønderslev IF, inden han skiftede til AaB.
I efterårsferien 2008 var Ahlmann en ud af tre AaB talenter, som var til prøvetræning hos Premier League-klubben Liverpool.

### AaB
I sommerpausen 2014 blev han rykket op på seniorførsteholdet. Han fik sin debut i Superligaen for AaB Fodbold den 19. juli 2014, da han blev skiftet ind i det 82. minut i stedet for Anders K. Jacobsen i en 0-0-kamp ude mod SønderjyskE.
Efter udlejningen til Jammerbugt FC stoppede Viktor Ahlmann og AaB samarbejdet. Han havde efterfølgende indgået en aftale med norske Fram Larvik for resten af sæsonen, men som kort efter skiftet "grundet manglende lyst og spilleglæde har valgt at sætte karrieren på standby".

### Vendsyssel F.F.
Han blev i juli 2015 udlejet til Vendsyssel F.F. for resten af 2015.

#### Jammerbugt FC
Den 1. februar 2016 blev det offentliggjort, at Viktor Ahlmann blev udlejet fra AaB til Jammerbugt FC på en halvårig lejetale gældende frem til sommeren 2016.
I september 2016 blev det meldt ud, at Ahlmann satte karrieren midlertidigt på pause "grundet manglende lyst og spilleglæde".
Han bekræftede i løbet af januar 2017, at han var i dialog med Jammerbugt FC om en kontrakt efter hans midlertidige stop, og den 18. januar 2017 blev det offentliggjort, at Viktor Ahlmann havde skrevet under på en kontrakt med resten af 2016-17-sæsonen.